# 马努瓦
马努瓦（法語：Manois，法語發音：[manwa]）是法国上马恩省的一个市镇，属于肖蒙区。

## 地理
马努瓦（48°16'35"N, 5°21'46"E）面积10.36 平方千米，位于法国大東部大區上马恩省，该省份为法国东北部内陆省份，北起马恩省和默兹省，西接奥布省，西南接科多尔省，东南接上索恩省，东临孚日省。
与马努瓦接壤的市镇（或旧市镇、城区）包括：埃科拉孔布、安贝尔维尔、雷内勒、里莫库尔、圣布兰。

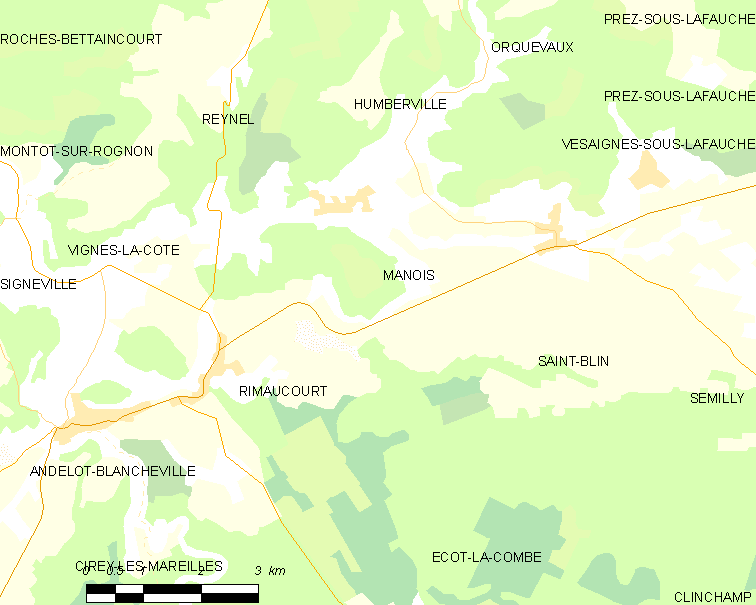
马努瓦的OSM定位图

马努瓦的时区为UTC+01:00、UTC+02:00（夏令时）。

## 行政
马努瓦的邮政编码为52700，INSEE市镇编码为52306。

## 政治
马努瓦所属的省级选区为普瓦松县。

## 人口

1962-2008年间马努瓦人口变化图示

马努瓦于2022年1月1日时的人口数量为459人。